# Кизилсу (притока Пянджу)
Кизилсу́ — гірська річка у Хатлонській області Таджикистану, права притока П'янджу.
Річка бере початок під назвою Муллоконі на південних схилах Вахського хребта на території Міст і районів республіканського підпорядкування, але вже через 1,5 км входить на територію Хатлонської області. Після злиття із водами правої притоки Сафедоб і до злиття із лівою притокою Тіра називається Шуробдар'я (Сурхоб). Після впадіння ліворуч протоки П'яндж, річка є прикордонною між Таджикистаном і Афганістаном. Впадає до річки П'яндж на території Афганістану, так як останні 3 км річка протікає саме по сусідній країні.
Довжина 230 км, площа басейну 8630 км². Середні витрати води за 58 км від гирла становлять 75 м³/с.
Живлення снігове та дощове, паводки проходять у період з лютого по червень, максимальний стік у квітні. Мінералізація води складає 500—800 мг/л у період паводків, 800—1000 мг/л у період межені. Склад води сульфатно-кальцієвий. Вода річки використовується для зрошування, збудовано 14 водозабірних канали.
Притоки:
- Праві — Чангоні-Пойон, Даштішуро, Шакільдара, Сафедоб (Саферба), Шибдара, Обішурак, Обісафел, Булгарі, Тільхак, Мулькон-Обой-Пойон (Сангоба), Мієна-Дашт, Шурак, Учкулшурок, Таїрсу
- Ліві — Шингідара, Сафедсангоб, Таїкуталь, Тіра, Обімазор, Лябігор, Каліксой, Шурак, Яхсу, Чубек, Карасу, Бешкапінка (Сієоб), протока П'яндж